# Паганони Супериоре (Терамо)
Паганони Супериоре (итал. Pagannoni Superiore) је насеље у Италији у округу Терамо, региону Абруцо.
Према процени из 2011. у насељу је живело 59 становника. Насеље се налази на надморској висини од 475 м.